# Грэм, Энгьюс Чарльз
Энгьюс Чарльз Грэм (англ. Angus Charles Graham, 8 июля 1919, Пенарт, Вейл-оф-Гламорган — 26 марта 1991, Ноттингем) — британский учёный, китаевед, профессор классического китайского языка в Школе востоковедения и африканистики Лондонского университета.
Он родился в Пенарте, Гламорган, Уэльс, в семье Чарльза Гарольда и Мейбел Грэм, старший из двух детей. Его отец изначально был торговцем углем, который переехал в Малайю, чтобы основать каучуковую плантацию, и умер в 1928 году от малярии. Грэм учился в колледже Элсмор в Шропшире, 1932—1937, а затем изучал теологию в колледже Корпус-Кристи в Оксфорде (окончил в 1940 году) и китайский язык в Школе востоковедения и африканистики Лондонского университета (окончил в 1949 году). В 1950 году Грэм был назначен преподавателем классического китайского языка в Школе востоковедения и африканистики, получил звание профессора в 1971 году и звание почётного профессора после выхода на пенсию в 1984 году. Он жил в Борехамвуде.
Он также занимал должности приглашённого профессора в Гонконгском университете, Йельском университете, Мичиганском университете, Корнеллском обществе гуманитарных наук, Институте восточноазиатской философии в Сингапуре, Национальном университете Цин Хуа на Тайване, Университете Брауна и Гавайском университете. В 1981 году он был избран членом Британской академии.

## Публикации
- Later Mohist Logic (reprint — Hong Kong: Chinese University Press, 2003)
- Chuang-tzu: The Inner Chapters (reprint — Indianapolis: Hackett Publishing, 2001)
- The Book of Lieh-tzu (reprint — New York: Columbia University Press, 1990)
- Disputers of the Tao: philosophical argument in ancient China (La Salle, Illinois: Open Court, 1989) [перевод на китайский: Zhang Haiyan «Lun dao zhe: Zhongguo gudai zhexue lun bian», Beijing: Zhongguo shehui kexue chubanshe, 2003)
- Poems of the West Lake, translations from the Chinese (London: Wellsweep, 1990)
- Chuang-tzu: The Inner Chapters and other Writings from the Book of Chuang-tzu (London: Unwin Paperbacks, 1986)
- Divisions in early Mohism reflected in the core chapters of Mo-tzu (Singapore: Institute of East Asian Philosophies, 1985)
- Chuang-tzu: textual notes to a partial translation (London: SOAS, 1982)
- Later Mohist Logic, Ethics and Science (Hong Kong and London, 1978)
- Poems of the Late T’ang (Baltimore, Penguin Books, 1965)
- The Book of Lieh-tzu, a new translation (London: John Murray, 1960)
- The Nung-Chia ‘School of the Tillers’ and the Origin of the Peasant Utopianism in China // Bulletin of the School of Oriental and African Studies, University of London, Vol.42 no.1, 1978, pp. 66-100. Reprinted in Graham A.C. Studies in Early Chinese Philosophy and Philosophical Literature. SUNY Press, 1986.